# The East
Pour plus de détails, voir Fiche technique et Distribution.
The East est un drame britannico-américain coproduit, coécrit et interprété par Brit Marling et réalisé par Zal Batmanglij et sorti en 2013.
Le film a été présenté hors compétition au festival du film de Sundance 2013.

## Synopsis
Ancien agent du FBI, Sarah Moss travaille désormais pour une agence de renseignement privée qui protège les intérêts de puissants hommes d'affaires. Elle reçoit pour mission d’infiltrer The East, un mystérieux groupuscule éco-terroriste qui s’attaque aux multinationales coupables de dissimuler leurs agissements criminels. Déterminée, ultra entraînée, Sarah parvient à s’intégrer au groupe malgré leur méfiance, et doit même participer à leur prochaine action. Mais plus elle vit avec les membres passionnés de The East, en particulier Benji, l’anarchiste, plus elle se sent écartelée entre les deux mondes et s’interroge sur elle-même…

## Fiche technique
- Titre original : The East
- Réalisation : Zal Batmanglij
- Scénario : Zal Batmanglij et Brit Marling
- Direction artistique : Alex DiGerlando
- Décors : Nikki Black
- Costumes : Jenny Gering
- Photographie : Roman Vasyanov
- Son : Andrew DeCristofaro
- Montage : Andrew Weisblum (en)
- Musique : Harry Gregson-Williams
- Production : Michael Costigan, Jocelyn Hayes, Brit Marling, Ridley Scott et Tony Scott
- Société(s) de production : Fox Searchlight Pictures et Scott Free Productions
- Société(s) de distribution : Fox Searchlight Pictures (États-Unis) ; 20th Century Fox France (France)
- Budget : 6 500 000 dollars
- Pays d'origine : Royaume-Uni et États-Unis
- Langue : Anglais
- Format : Couleurs - 35 mm - 2.35:1 - Son Dolby numérique
- Genre : Drame
- Durée : 116 minutes
- Dates de sortie :
  - États-Unis : 20 janvier 2013 (festival du film de Sundance 2013) ; 31 mai 2013 (sortie nationale)
  - France : 10 juillet 2013

## Distribution
- Brit Marling (VFB : Claire Tefnin) : Sarah
- Elliot Page (VFB : Maia Baran) : Izzy (crédité Ellen Page)
- Alexander Skarsgård (VFB : Nicolas Matthys) : Benji
- Julia Ormond (VFB : Colette Sodoyez) : Paige
- Patricia Clarkson (VFB : Rosalia Cuevas) : Sharon
- Shiloh Fernandez (VFB : Maxime Donnay) : Luca
- Toby Kebbell (VFB : Philippe Allard) : « Doc »
- Aldis Hodge : Thumbs
- Billy Magnussen : Porty
- Danielle Macdonald : Tess

 Source et légende : Version Francophone belge (VFB) sur Carton de doublage T.V.

## Distinctions

### Nominations et sélections
- Festival du film de Sundance 2013 : sélection hors compétition « Premieres »
- Festival du film de Sydney 2013 : sélection « Features »
- Washington D.C. Area Film Critics Association Awards 2013 : Joe Barber Award for Best Portrayal of Washington DC